# Johannes de Doperkerk (Limmel)
De Johannes de Doperkerk, ook wel genoemd Sint-Jan Baptistkerk, is een kerkgebouw in de Maastrichtse wijk Limmel. De kerk en haar voorgangers hebben vanouds dienstgedaan als parochiekerk van de rooms-katholieke parochie van Johannes de Doper in het voormalige dorp Limmel ten noordoosten van Maastricht. De neogotische kerk van architect Carl Weber uit 1864 is geen rijksmonument, maar is in 2002 wel geplaatst op de gemeentelijke monumentenlijst van Maastricht. Een 11e-eeuws doopvont is in kunsthistorisch opzicht het belangrijkste voorwerp in de kerk.

## Geschiedenis
In de 11e eeuw bestond in Limmel waarschijnlijk al een zelfstandige parochie, hoewel deze vereend was met die van Amby (vanaf 1801 met Borgharen, na 1834 zelfstandig). Het eerste in mergelsteen opgetrokken romaanse kerkgebouw dateerde waarschijnlijk uit de 11e eeuw. De eerste pastoor die met name bekend is heette Wilhelmus van Valkenborch, vermeld in 1351. In 1400 werd er een koor in gotische stijl aan het romaanse kerkje toegevoegd. In 1630 werd de toren gerestaureerd. Vermoedelijk had de kerk sterk te lijden van de diverse belegeringen van Maastricht in de 16e, 17e en 18e eeuw.
In 1830 waren er 338 parochianen. De snelle opeenvolging van pastoors in de 19e eeuw zou duiden op de geringe inkomsten van de parochie. De kerk werd in 1861 afgebroken omdat het gebouw met ruimte voor 250 kerkgangers bouwvallig was geworden. In 1863 werd op dezelfde plaats een even grote kerk in neogotische stijl gebouwd naar een ontwerp van de van oorsprong Duitse architect Carl Weber. De toren bleef aanvankelijk gehandhaafd maar werd in 1867 vernieuwd. In 1913 werd de kerk vergroot naar plannen van de Luiks-Ieperse architect Auguste Taurel, die een nieuw koor met sacristie, een transept en zijbeuken toevoegde.

## Beschrijving

### Exterieur
De parochiekerk van Limmel heeft het uiterlijk van een neogotische kruisbasiliek met een ranke, vierkante kerktoren. De tweeledige toren eindigt in een ingesnoerde torenspits waarop een torenkruis en een windhaan zijn geplaatst. Het priesterkoor en het transept zijn lager dan het  middenschip. Aan weerszijden van het koor bevinden zich aanbouwsels waarin de sacristie en andere utilitaire ruimten zijn ondergebracht. De kerk is opgetrokken in baksteen en Naamse steen en is gedekt met leien in maasdekking. Tegen de buitenmuur is een gedenkplaat aangebracht van de graftombe van de familie De Crassier. Naast het ingangsportaal is een grafzerk ingemetseld van de familie Bettonville, die in de 19e eeuw kasteel Bethlehem bewoonde. Rondom de kerk ligt het kerkhof.
De Johannes de Doperkerk is een gemeentelijk monument.

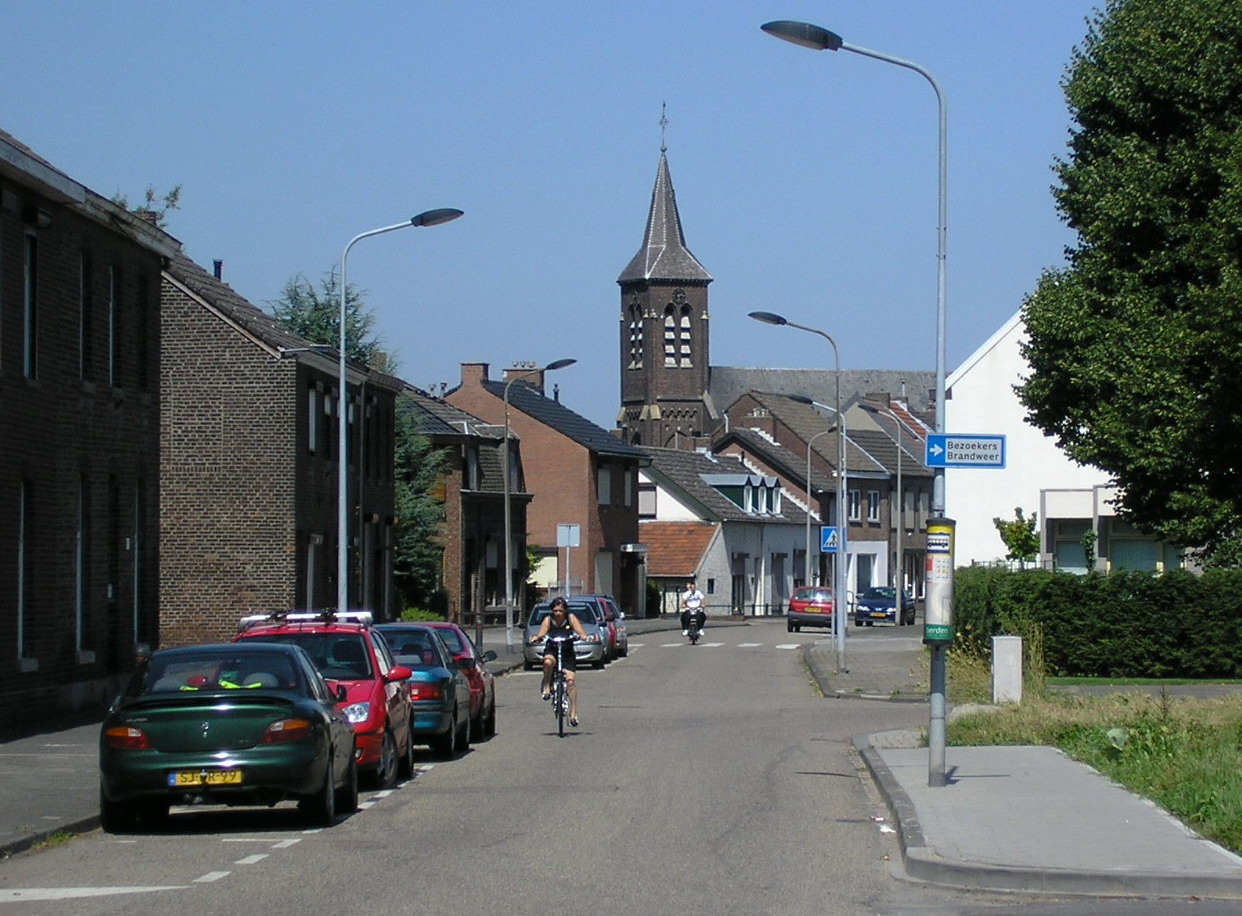
Blik op de kerk vanaf de Dolmansstraat
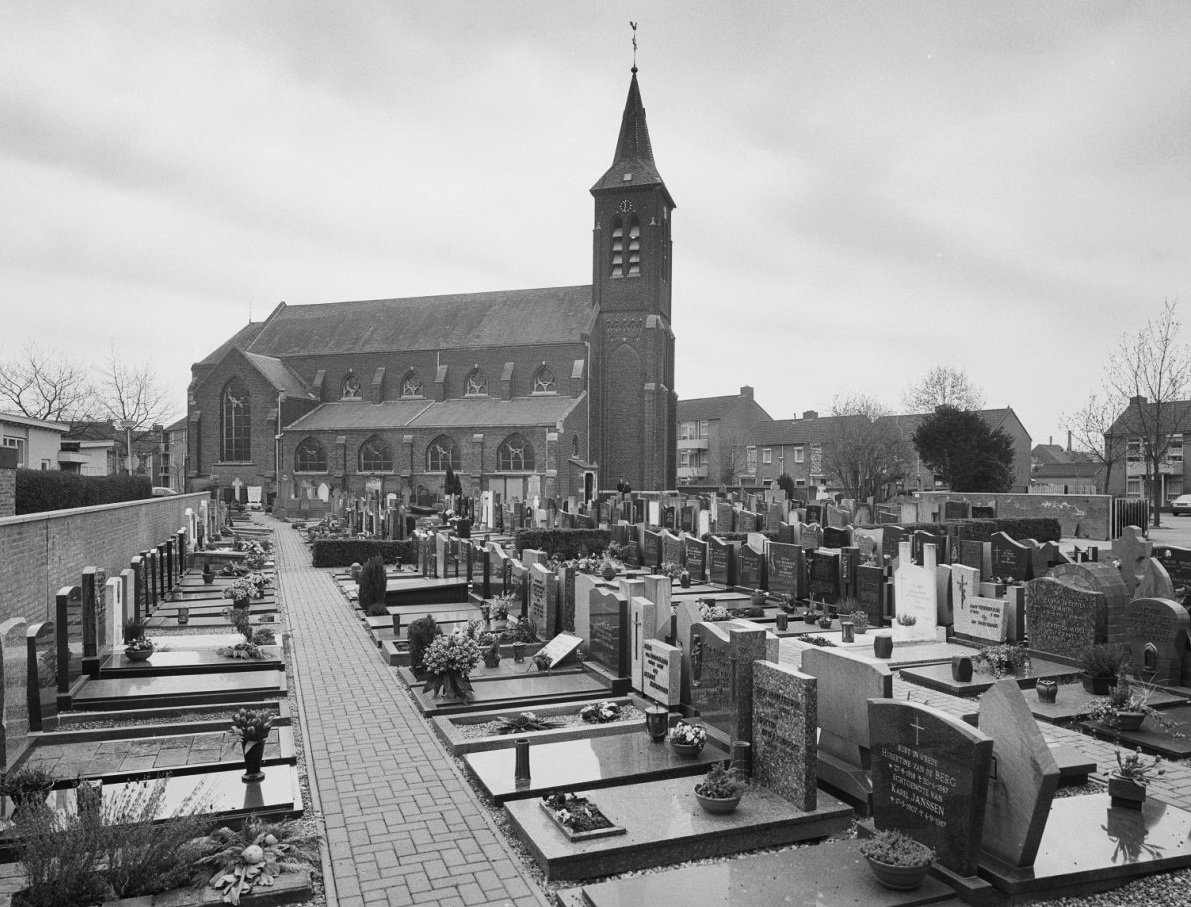
Kerk en kerkhof
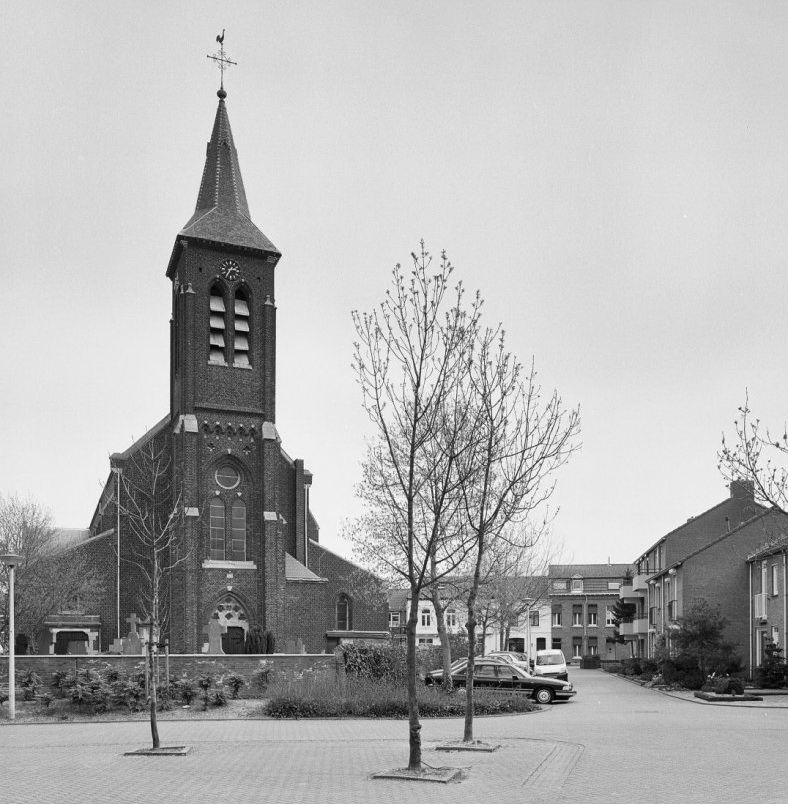
De toren vanaf het Sint Jan Baptistplein
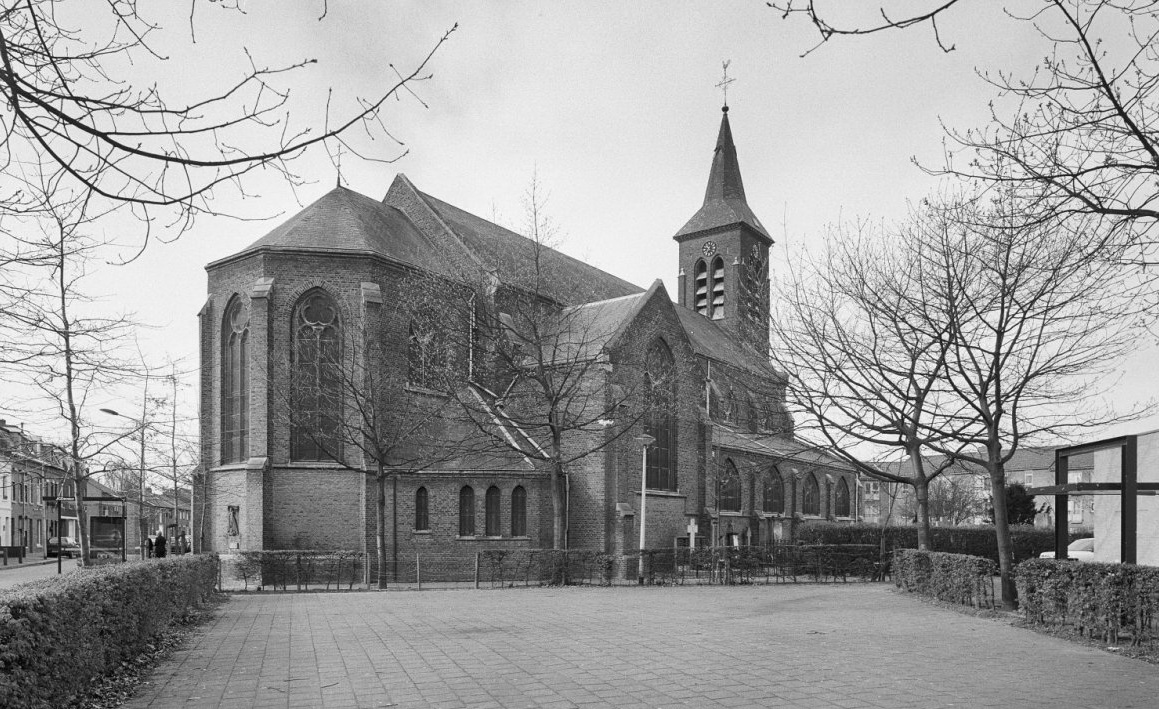
Zicht op koor en noordtransept

### Interieur

#### Ruimtelijke indeling, grafmonumenten

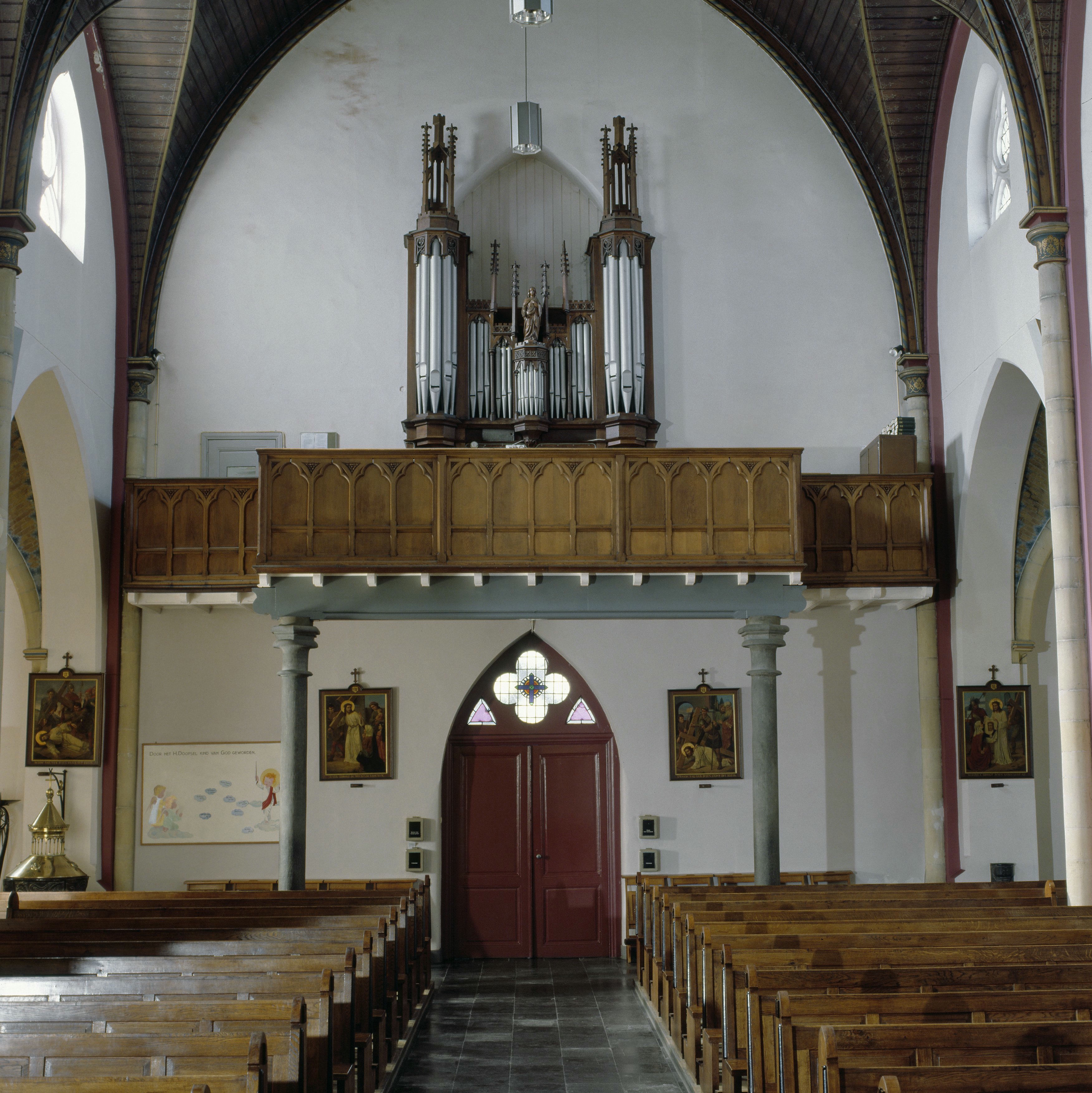
Interieur naar het westen met kerkorgel

De Johannes de Doperkerk is een ruime driebeukige kruisbasiliek met een transept en een priesterkoor.
In de kerk bevinden zich enkele bijzondere grafmonumenten. Een gebeeldhouwde grafzerk in het portaal vertoont een gevierendeeld familiewapen met in een cartouche het opschrift: Hier rvst indē Here Den Eersaemen/Willem Dolmans die starf/Den 31 augustiAo 1661 ende/Anna Savveur syne hvysvrov̄/sterft den Ao Lager staat troest de ziele.

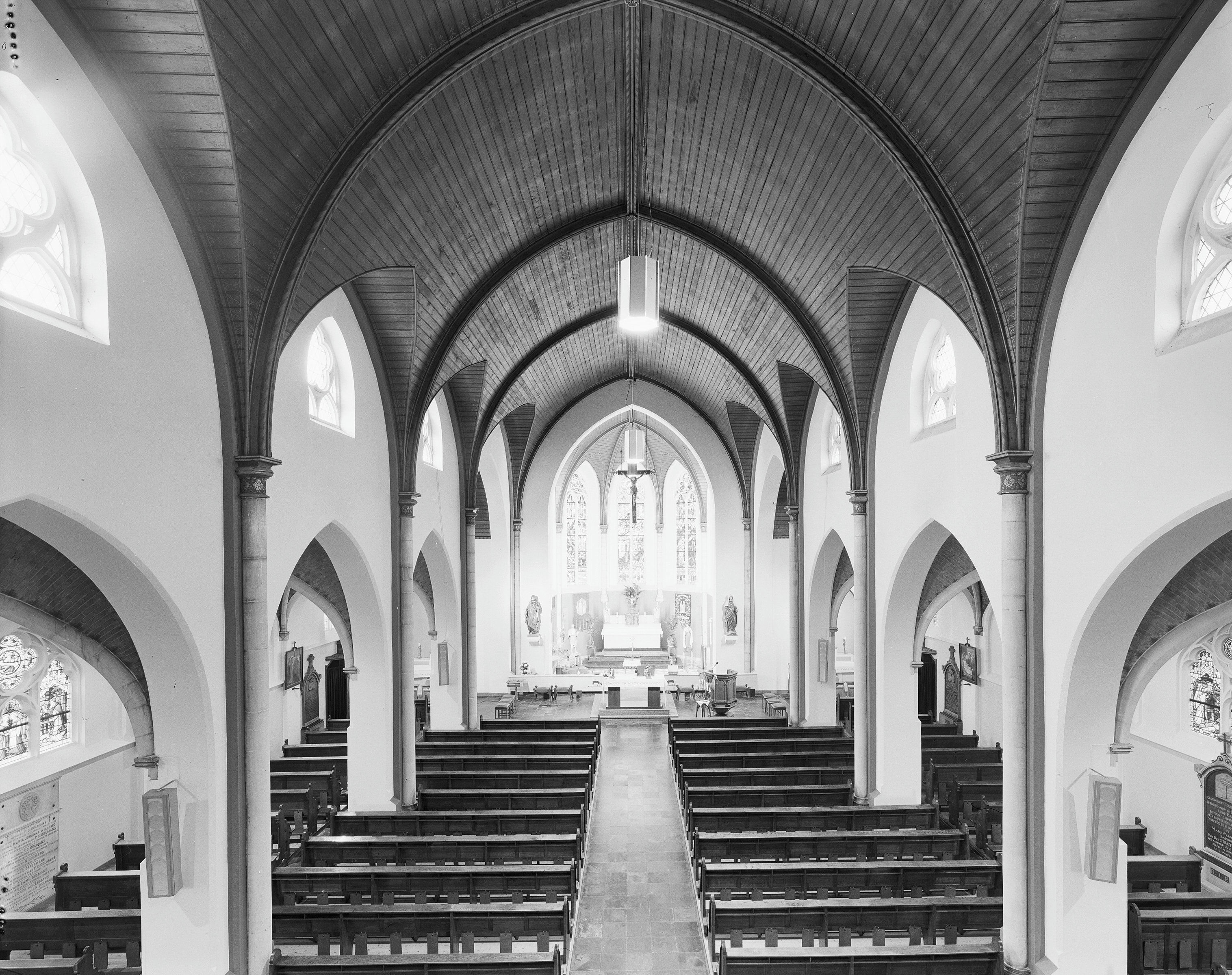
Interieur kerkschip
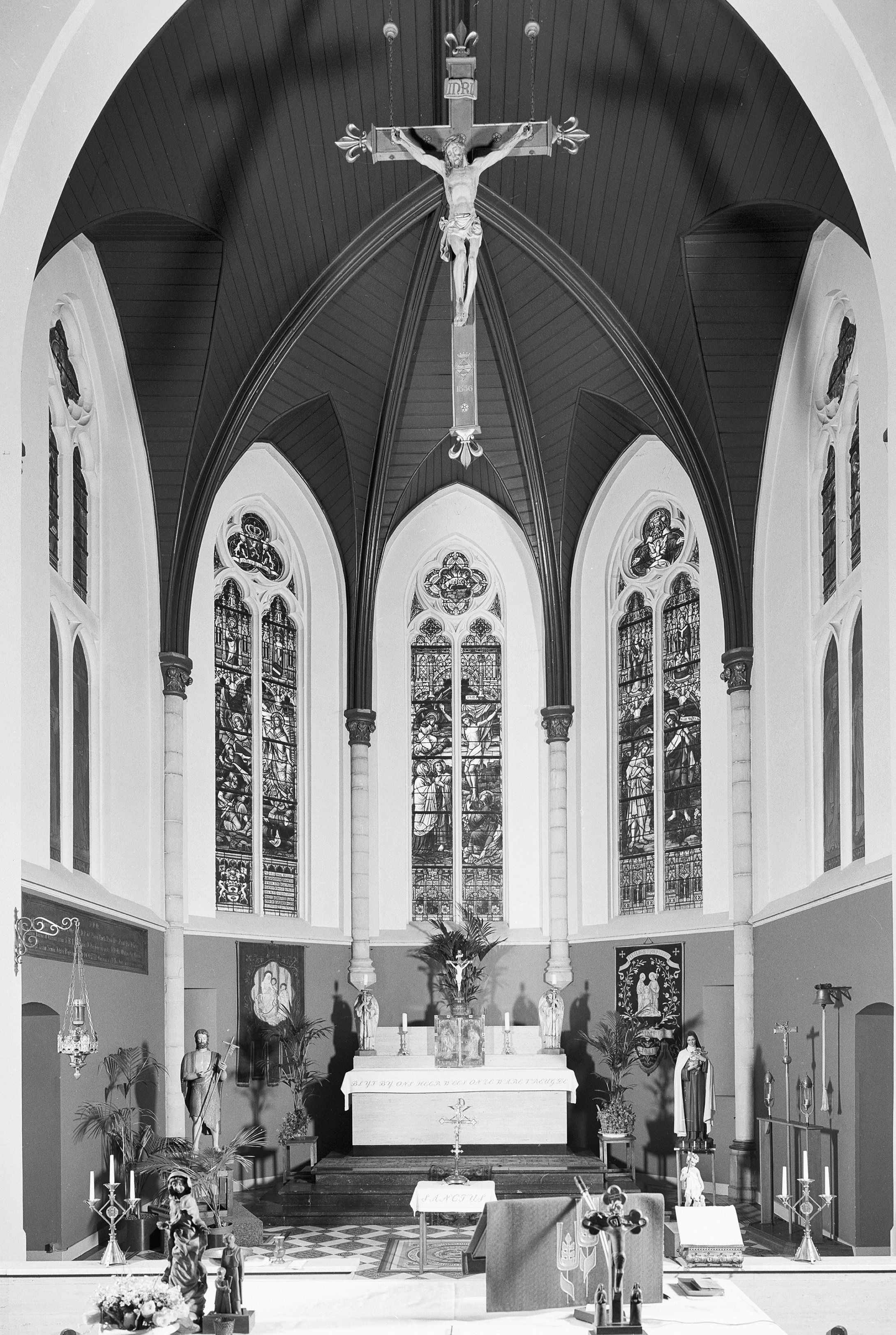
Priesterkoor
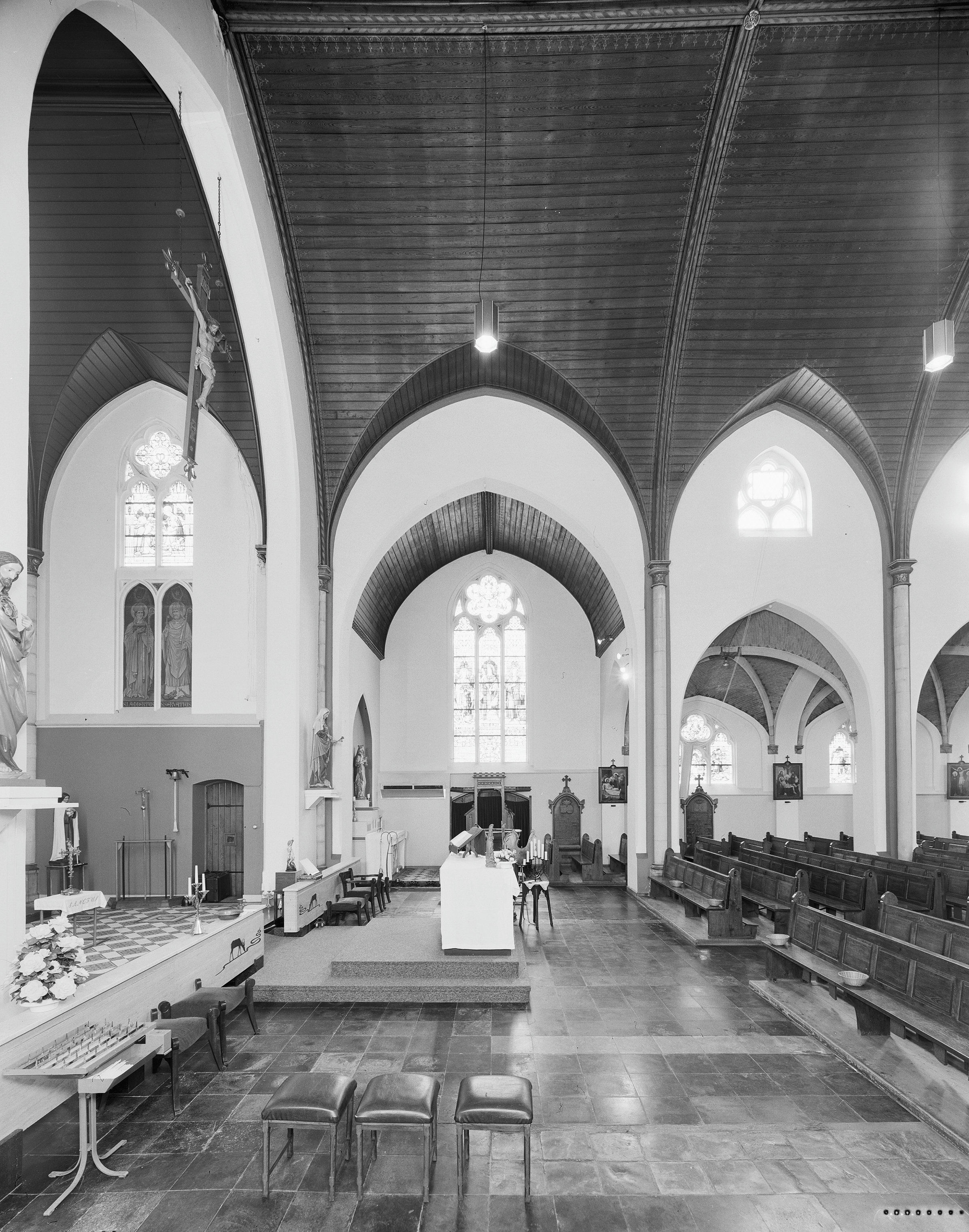
Zuidertransept
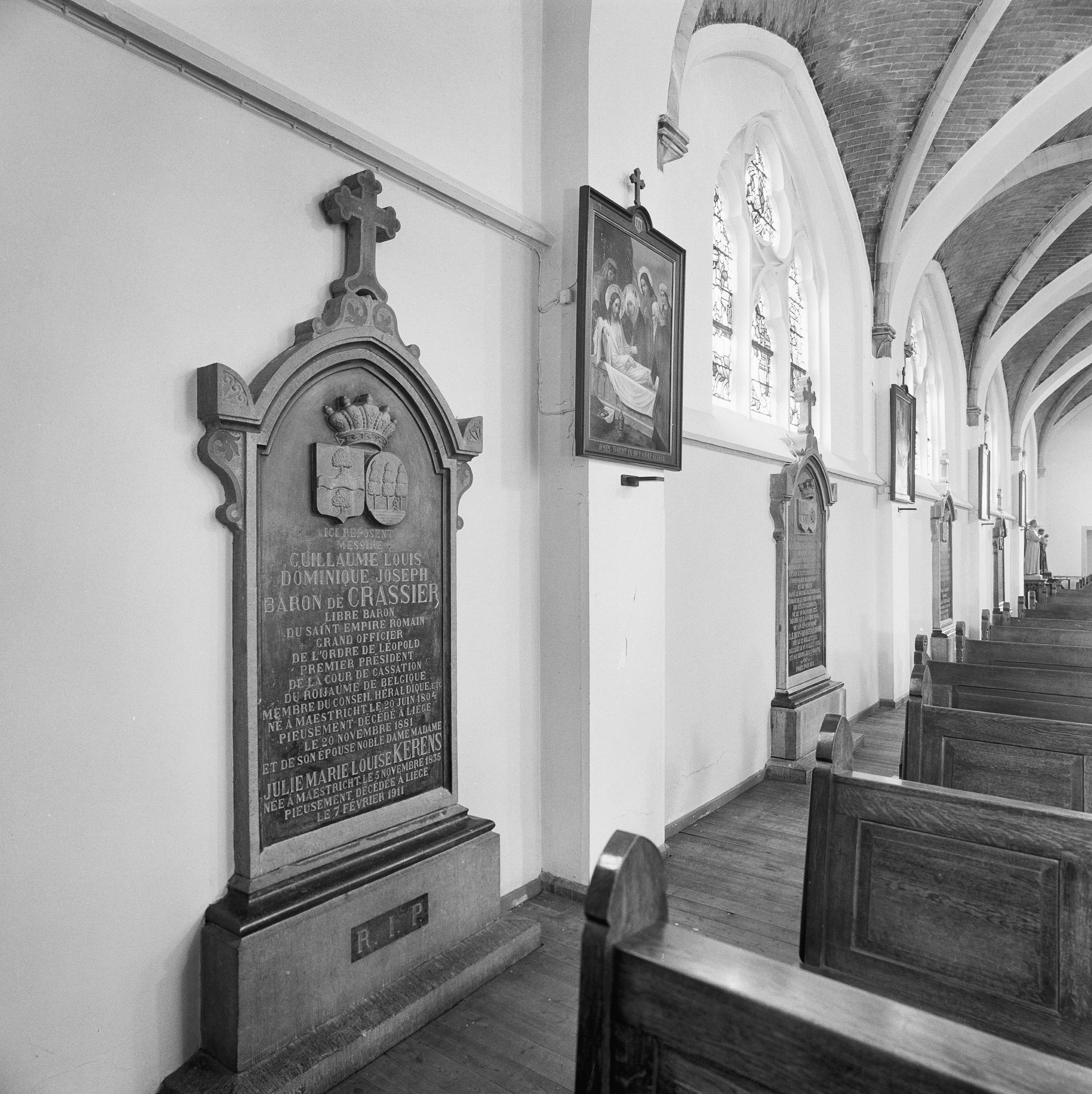
Zuiderzijbeuk

#### Orgel, meubilair, doopvont
Van 1868 tot 1870 beschikte de kerk van Limmel korte tijd over een rond 1750 door Guillaume Robustelly gebouwd kerkorgel. Dit orgel was oorspronkelijk  gebouwd voor de kapel van het klooster Hoogcruts en verhuisde na opheffing van dit klooster naar de Sint-Lambertuskerk in 's-Gravenvoeren; sedert 1870 bevindt het zich in de Sint-Bartholomeuskerk van Eckelrade. Voor de kerk te Limmel bouwde de Maastrichtse firma Pereboom & Leijser vervolgens het huidige tweemanuaals orgel.
De kerk bezit een laat-18e-eeuwse credenstafel. De eenvoudige eiken preekstoel met zeskantige kuip is aan de onderzijde gedateerd: 1657.
Het romaanse doopvont van Naamse steen dateert uit de 11e eeuw. De kuip wordt gedragen door een dikke, korte zuil en vier ranke hoekzuiltjes. Aan de buitenkant van de kuip zijn vier mysterieuze wezens in vlak reliëf afgebeeld, waarschijnlijk voorstellende een liggende draak, twee verbonden palmetten, een uil en aan de muurzijde vermoedelijk nog een draak. Op de vier hoeken zijn maskers uitgehouwen, waarvan de betekenis niet duidelijk is. Het koperen deksel is in 1890 in Luik vervaardigd waarbij antieke medaillons van de vier evangelisten werden hergebruikt.

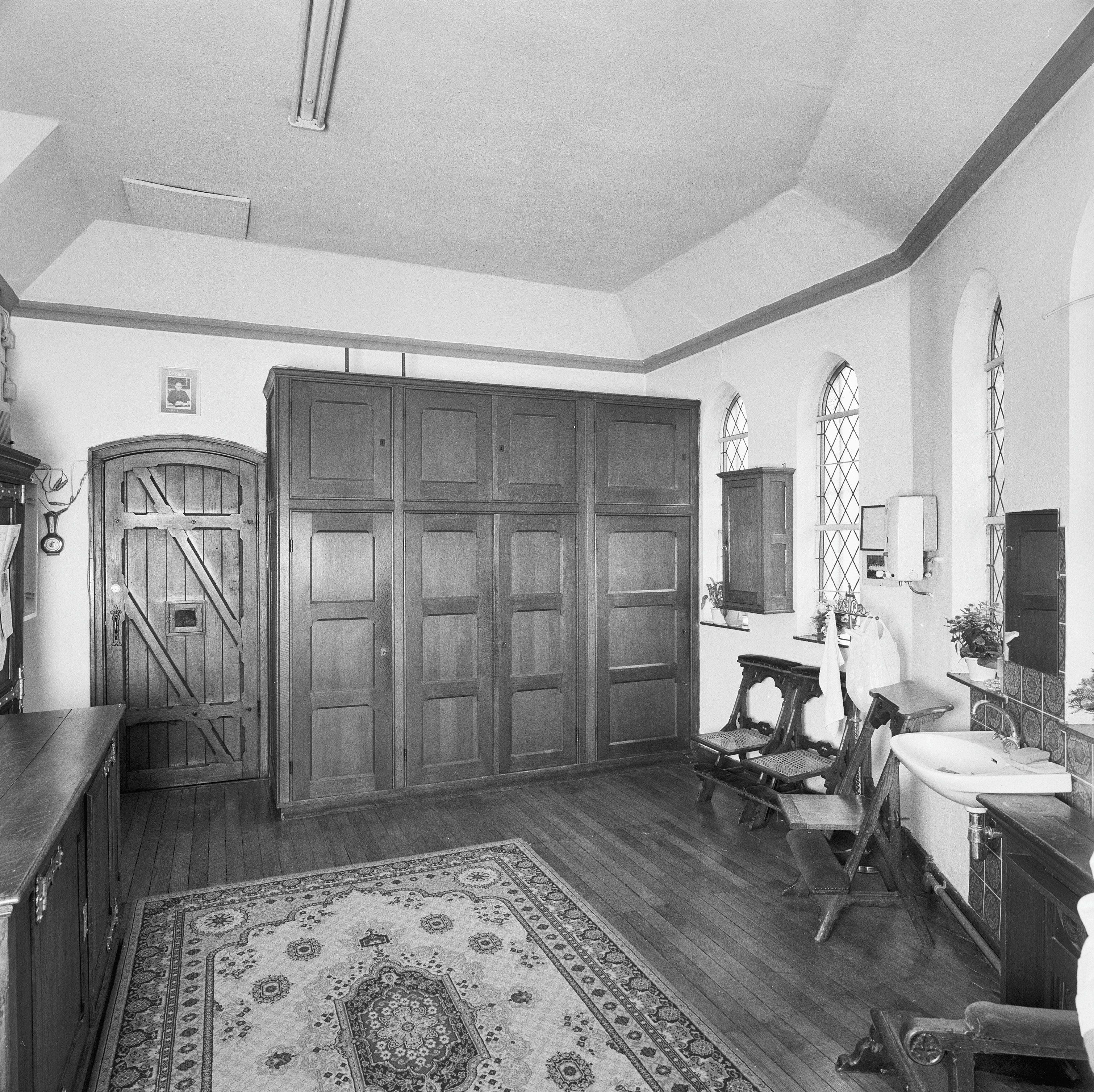
Sacristie
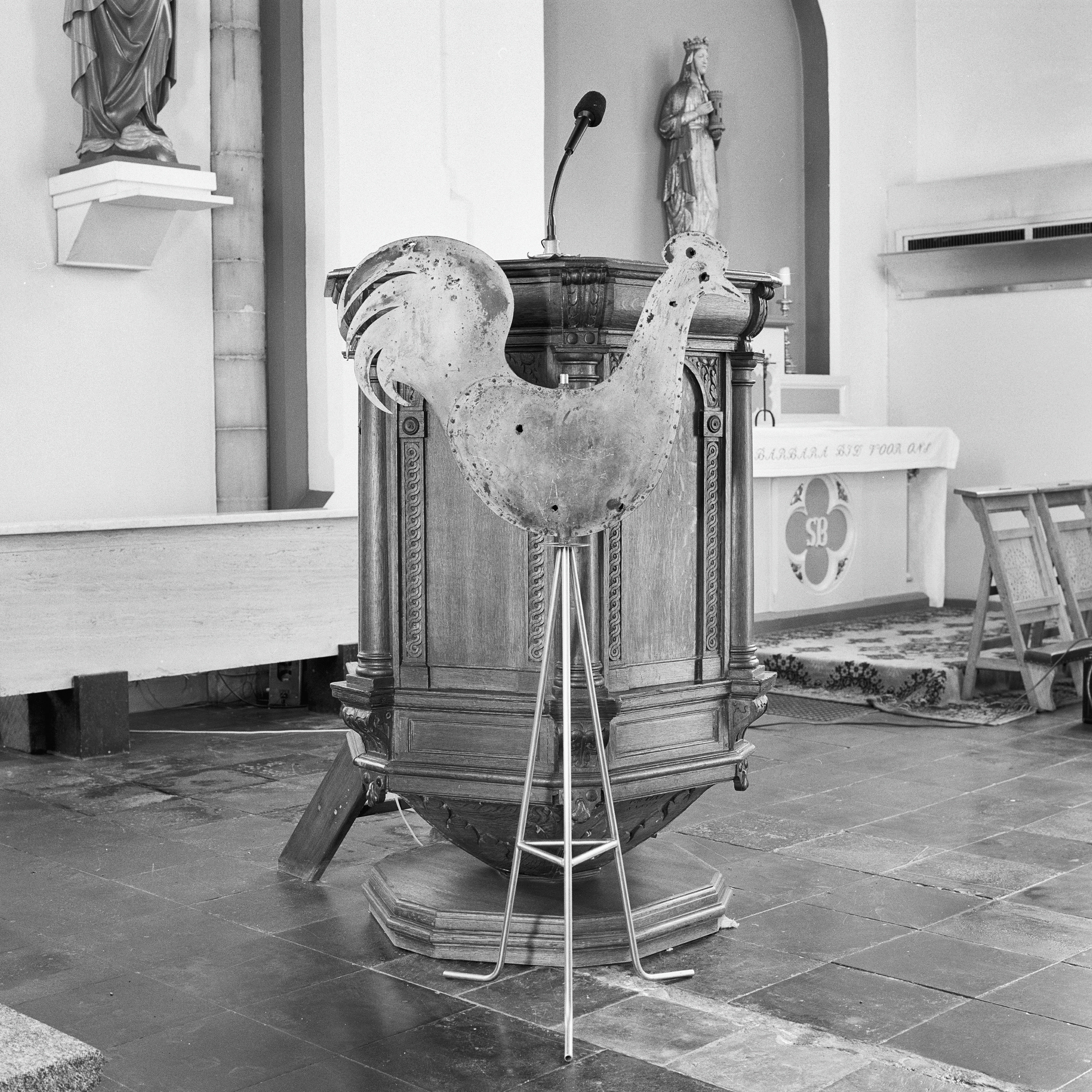
Preekstoel
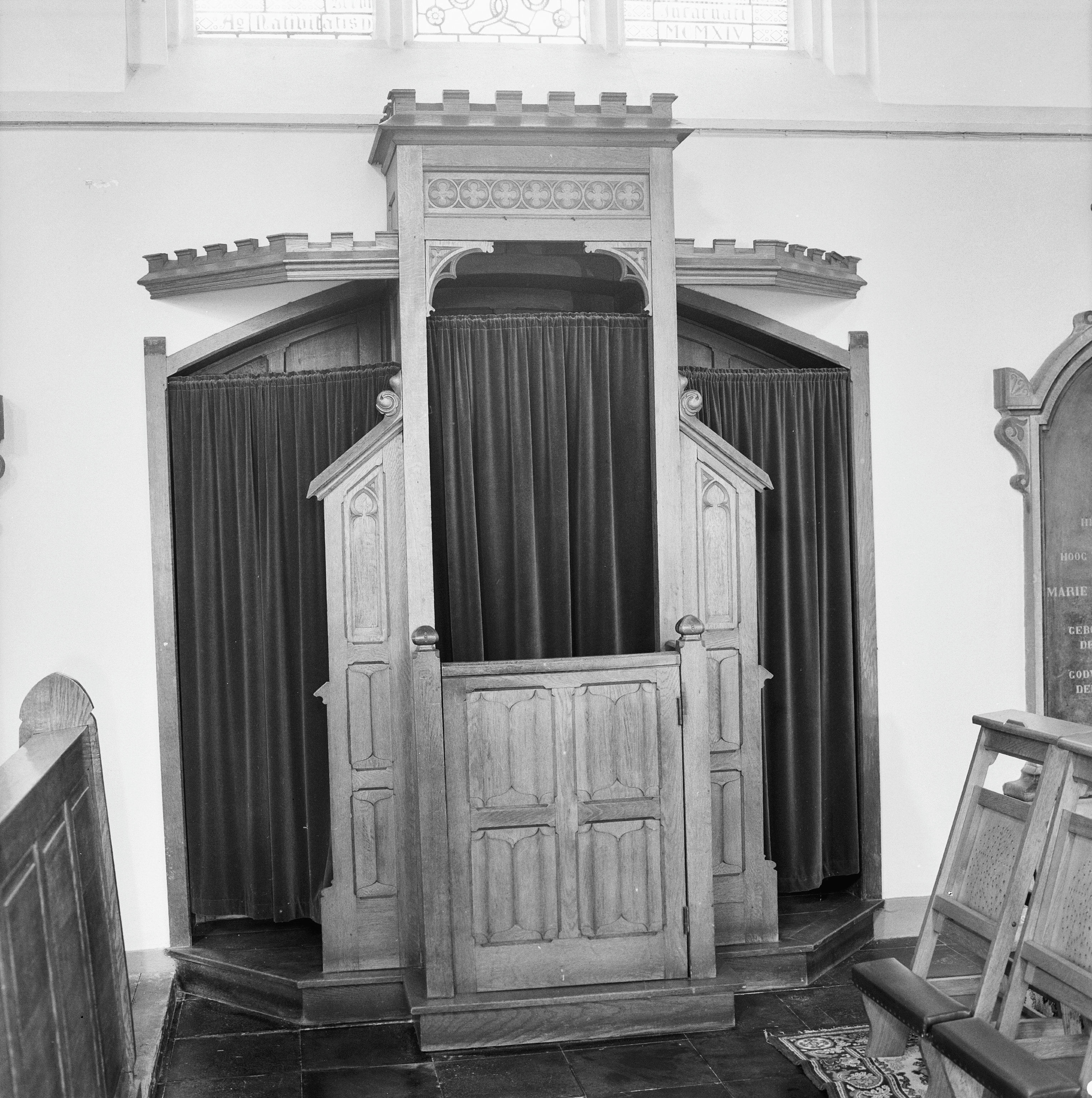
Biechtstoel
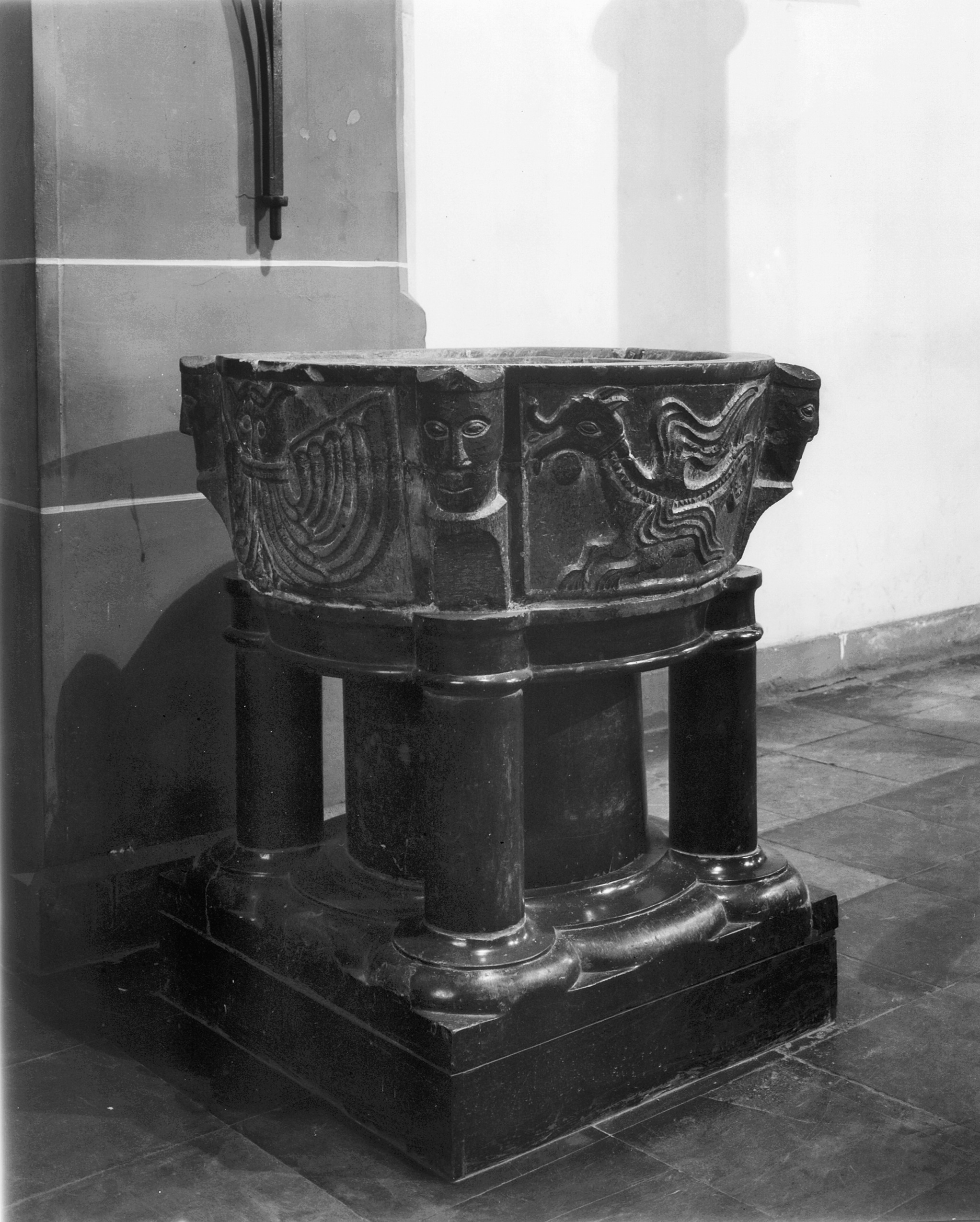
Doopvont

#### Glas-in-loodramen
De kerk van Limmel telt 26 gebrandschilderde glas-in-loodramen, allemaal in de periode 1913-'19 gemaakt in het Roermondse glazeniersatelier van Frans Nicolas en Zonen. Afgebeeld zijn enkele episoden uit het leven van Johannes de Doper, waaronder de visitatie, de naamgeving van Johannes, de geboorte van Johannes, de prediking van Johannes, de doop van Jezus in de Jordaan, Johannes in de kerker en de onthoofding van Johannes. Verder: de aanbidding der wijzen, Maria en de apostel Johannes onder het kruis; de verrijzenis van Christus, de verschijning van het Heilig Hart van Jezus aan Margaretha-Maria Alacoque, Dominicus Guzman ontvangt een rozenkrans van de Moeder Gods en een drietal Franse heiligen (Lodewijk de Heilige, Julia van Corsica en Willem van Aquitanië).

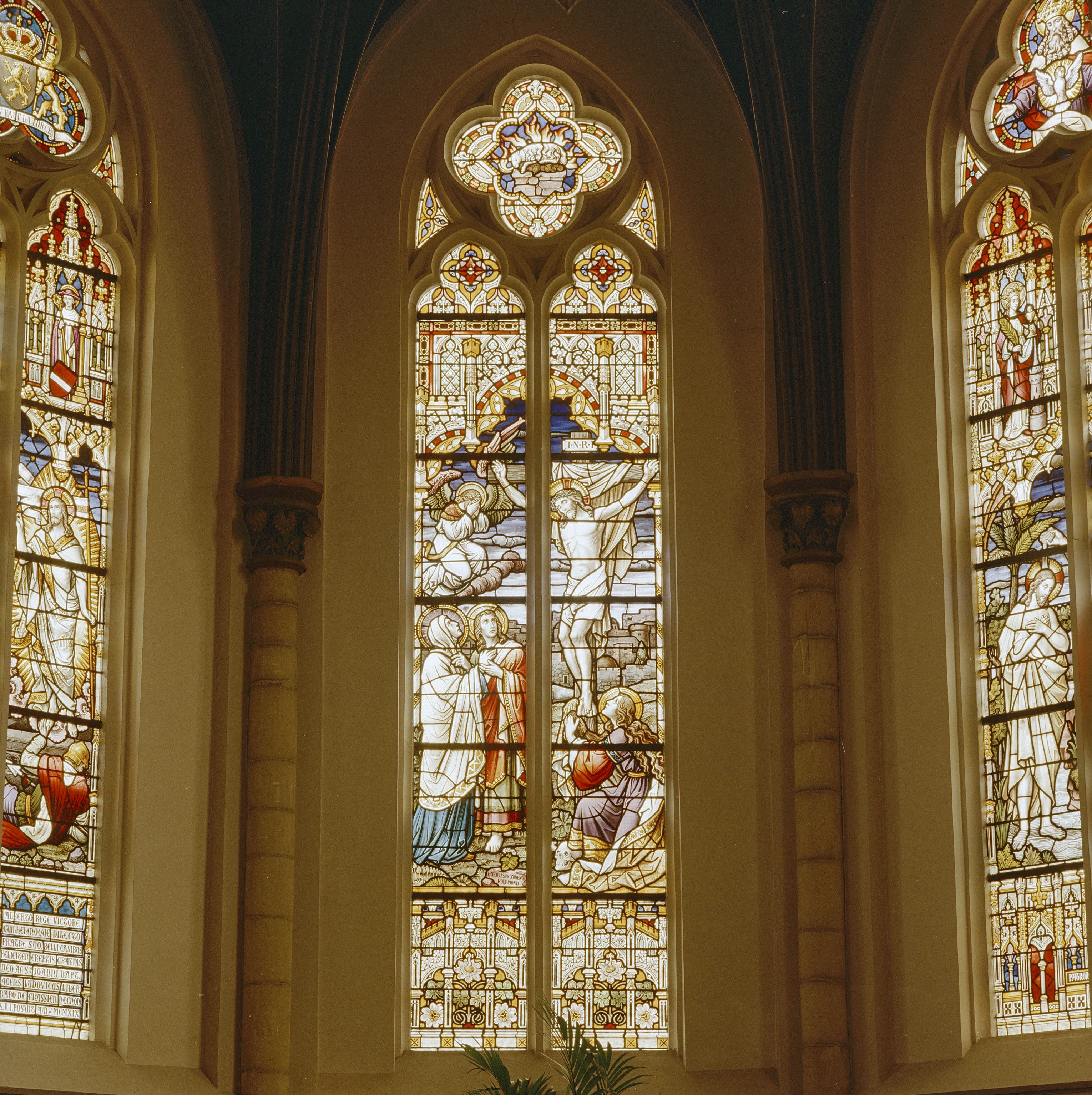
Drie koorramen
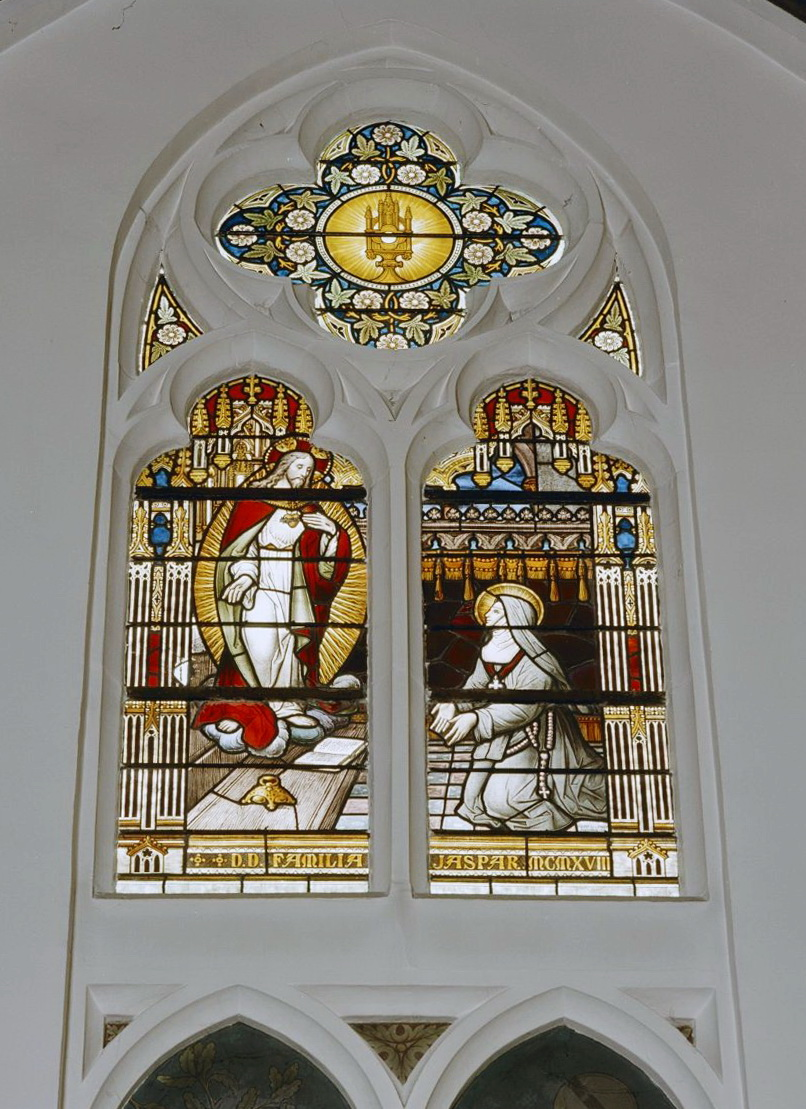
Raam in het koor
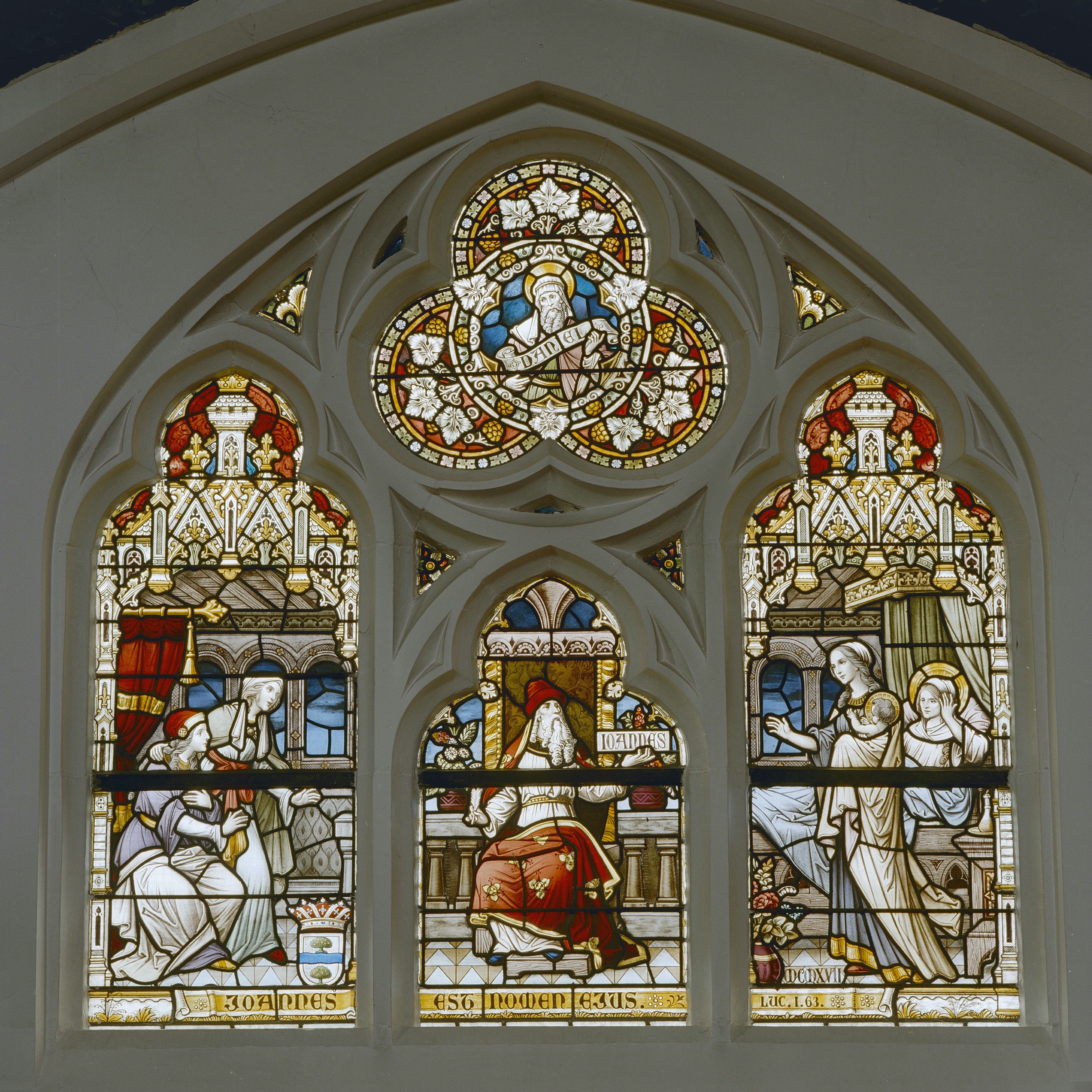
Raam noordbeuk
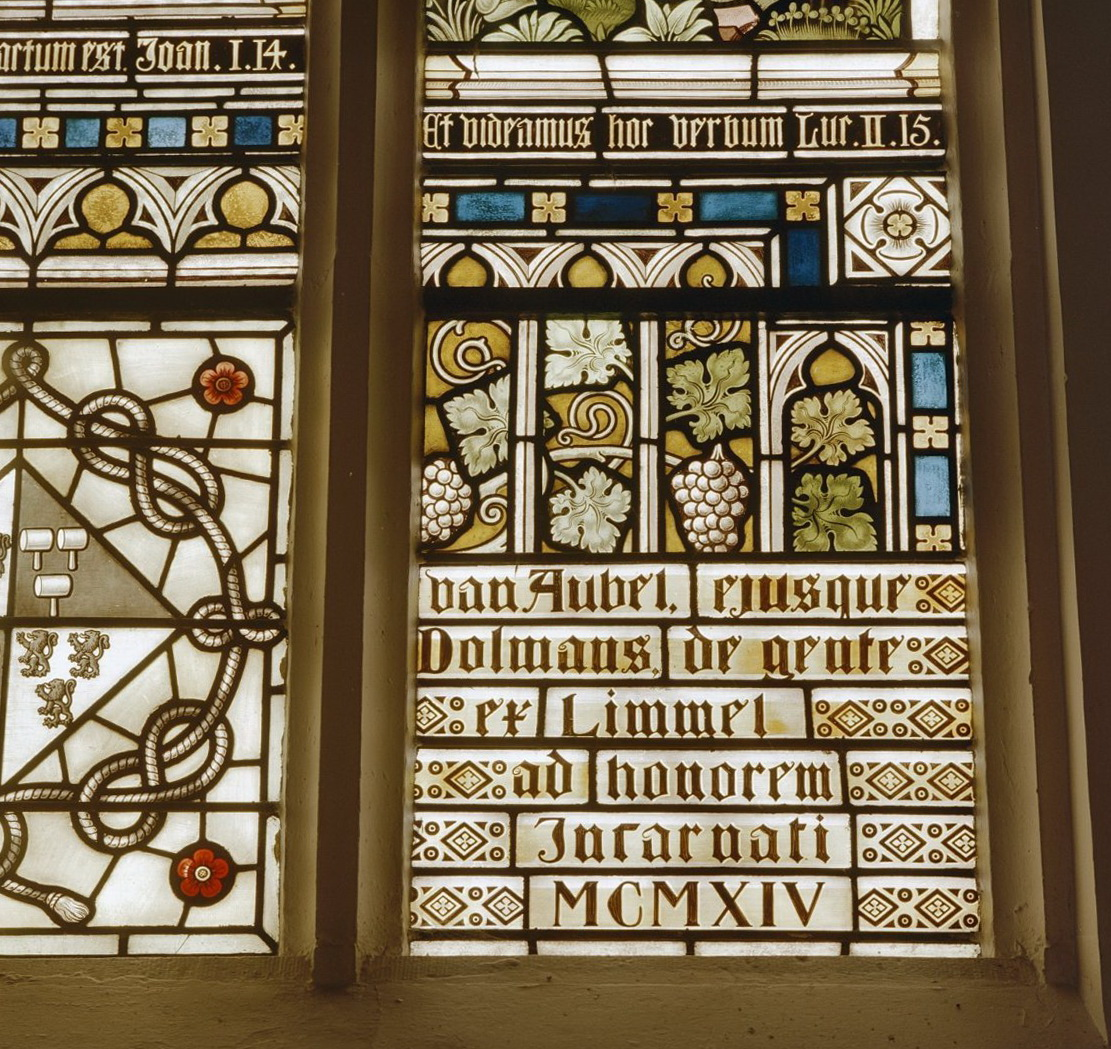
Detail transeptraam

#### Overige kunstvoorwerpen
De Johannes de Doperkerk bezit diverse waardevolle beelden en kunstvoorwerpen. In de pastorie worden twaalf gegoten koperen kandelaars uit de 17e eeuw, vier koperen kandelaars uit de 18e eeuw en twee geelkoperen kandelaars uit de 19e eeuw bewaard.

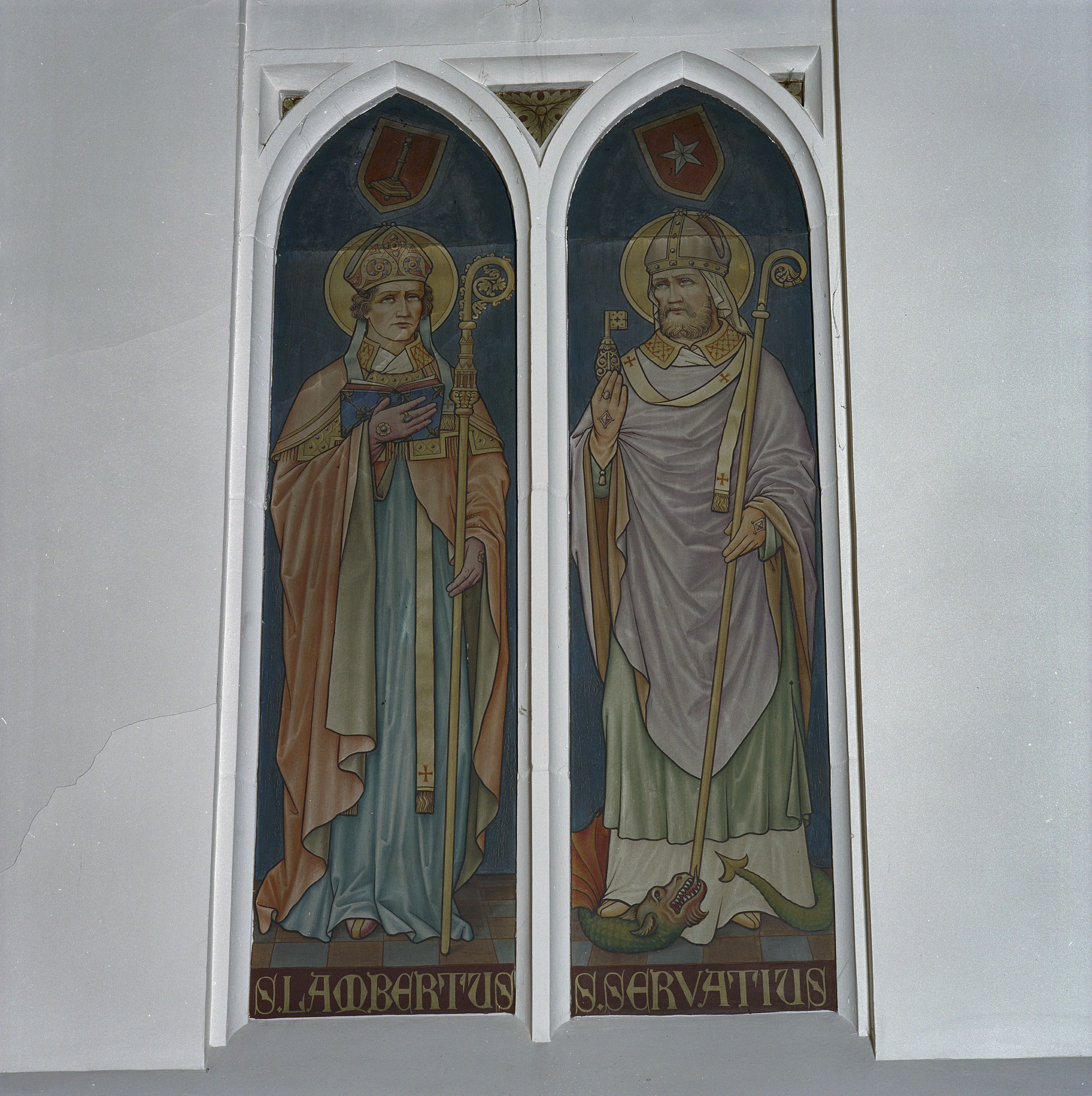
Wandschildering koor
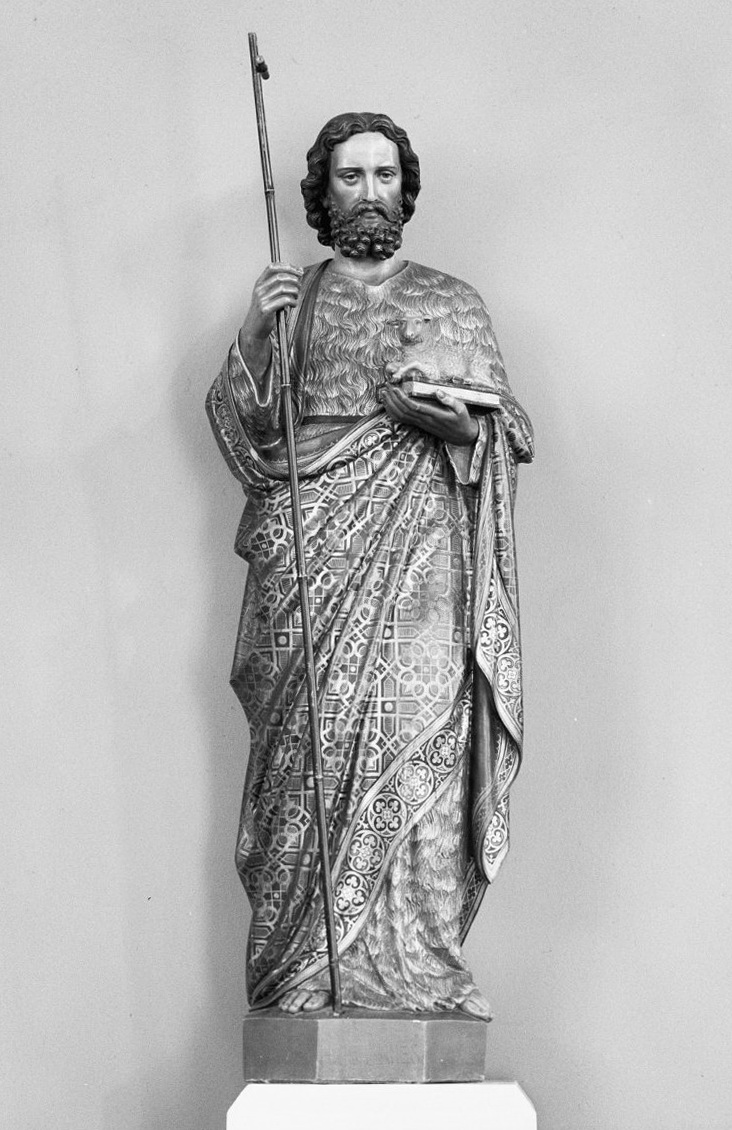
Johannes de Doper
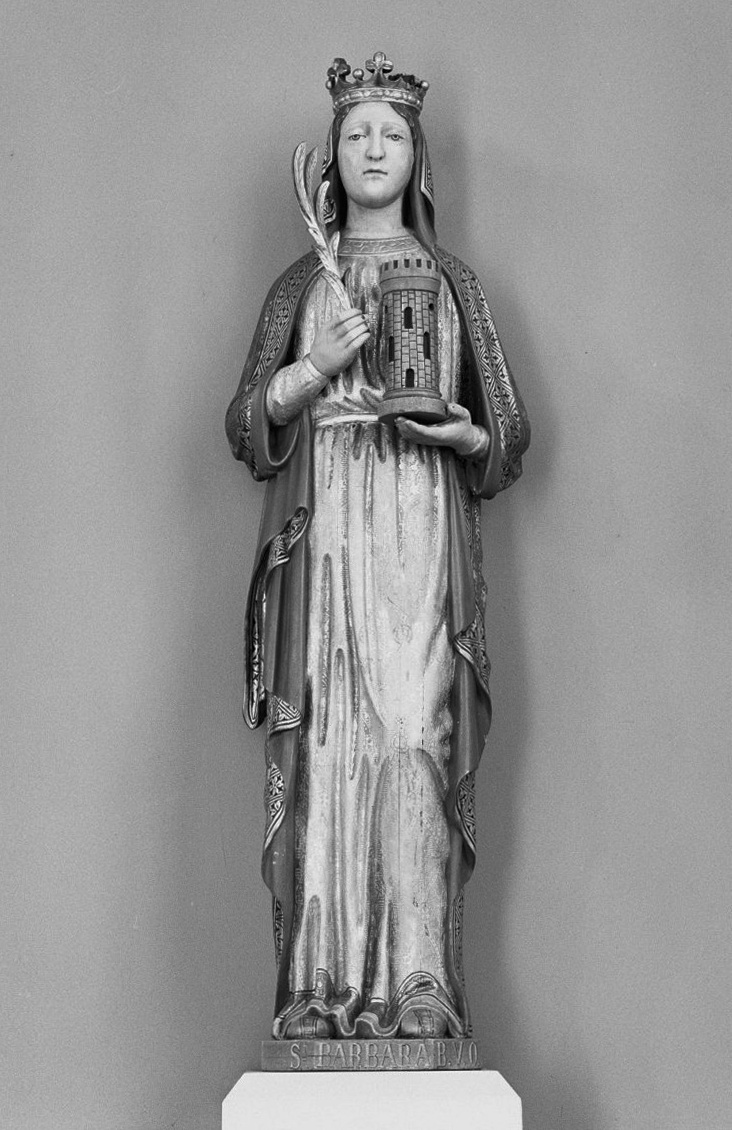
Sint-Barbara
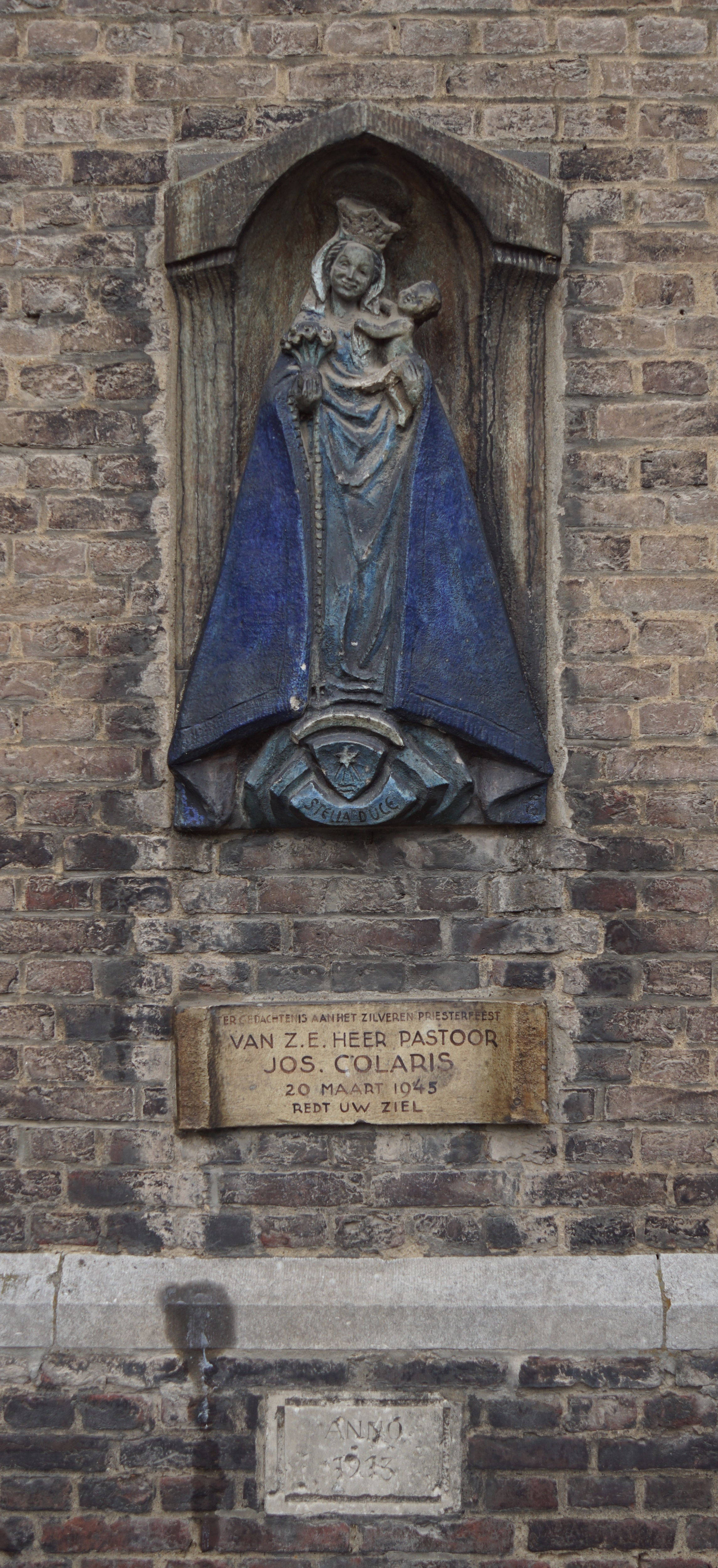
Mariabeeld in gevelnis